# 법학전문대학원협의회
법학전문대학원협의회(法學專門大學院協議會, Korean Association of Law Schools)는 대한민국의 법학전문대학원 단체로 선발과 공동정책, 학술교류 등을 담당한다. 대표적으로 법학적성시험을 주관한다. 서울특별시 중구 서소문로 11길 34에 위치하고 있다.

## 설립 근거
- 법학전문대학원 설치·운영에 관한 법률 제3조[1]

## 연혁
- 2008년 5월 27일: 법인설립허가
- 2009년 3월 2일 25개 법학전문대학원 개원

## 조직

### 이사장
- 이사 (8인)
- 감사 (2인)

## 전국 법학전문대학원
- 강원대
- 건국대
- 경북대
- 경희대
- 고려대
- 동아대
- 부산대
- 서강대
- 서울대
- 서울시립대
- 성균관대
- 아주대
- 연세대
- 영남대
- 원광대
- 이화여대
- 인하대
- 전남대
- 전북대
- 제주대
- 중앙대
- 충남대
- 충북대
- 한국외대
- 한양대

## 회장
호문혁 회장 후임으로 2008년 7월 3일부터 서울법대의 김건식 학장이 회장을 맡고 있다. 김건식 회장은 경기고와 서울대 법학과, 미국 하버드대 대학원을 졸업하고 김&장법률사무소에서 2년간 근무했고 뉴욕주 변호사 자격을 취득한 뒤 워싱턴주립대 법대 강사, 1986년 서울대 법대 교수로 합류했다. 서울대 교수 재임 중 워싱턴주립대 법학박사 학위를 취득했으며, 서울대에서는 법학연구소장, 법대 대학생부학장 등을 역임한 뒤 법학연구소 금융법센터장을 맡고 있다.

## 같이 보기
- 법학적성시험
- 한국법학전문대학원

## 참고 문헌
1. ↑  법학전문대학원 설치·운영에 관한 법률 제3조(국가 등의 책무) ① 국가, 「고등교육법」 제2조제1호에 따른 대학(같은 법 제30조에 따른 대학원대학을 포함한다. 이하 "대학"이라 한다), 그 밖에 법조인의 양성과 관련된 기관 또는 단체는 제2조에 따른 교육이념의 취지에 부합하는 법조인을 양성하기 위하여 상호 협력하여야 한다.
② 국가는 법조인의 양성을 위하여 재정적 지원방안을 마련하는 등 필요한 조치를 하여야 한다.
2. ↑  [http://www.donga.com/fbin/output?f=g_s&n=200807050109&main=1 동아일보 -
로스쿨협의회 이사장 김건식 씨][깨진 링크(과거 내용 찾기)]